# Raionul Sofiivka, Dnipropetrovsk
Sofiivka (în ucraineană Софіївський район, transliterat: Sofiivskîi raion) este un raion în regiunea Dnipropetrovsk, Ucraina. Reședința sa este așezarea de tip urban Sofiivka.

## Demografie
Componența lingvistică a raionului Sofiivka
     Ucraineană (94,59%)
     Rusă (4,31%)
     Alte limbi (0,46%)
Conform recensământului din 2001, majoritatea populației raionului Sofiivka era vorbitoare de ucraineană (94,59%), existând în minoritate și vorbitori de rusă (4,31%).